# Mycerinus
Mycerinus es un género con tres especies de plantas fanerógamas perteneciente a la familia Ericaceae.

## Taxonomía
El género  fue descrito por Albert Charles Smith y publicado en Bulletin of the Torrey Botanical Club 58: 441. 1931. La especie tipo es: Mycerinus sclerophyllus A.C.Sm.

## Especies aceptadas
A continuación se brinda un listado de las especies del género Mycerinus aceptadas hasta febrero de 2014, ordenadas alfabéticamente. Para cada una se indica el nombre binomial seguido del autor, abreviado según las convenciones y usos.
- Mycerinus chimantensis Maguire, Steyerm. & Luteyn
- Mycerinus sclerophyllus A.C.Sm.
- Mycerinus viridiflorus Steyerm. & Maguire